# Sonny Strait
Don Strait, detto Sonny (Kaufman, 28 giugno 1965), è un doppiatore e fumettista statunitense.
Ha prestato la sua voce a diversi personaggi di anime, tra cui Arsenio Lupin III in alcuni degli anime a lui dedicati, Usopp in One Piece (ridoppiaggio), Maes Hughes in Fullmetal Alchemist e Fullmetal Alchemist: Brotherhood, Crilin e Bardack in Dragon Ball, Touma in Black Cat e Titus in Romeo × Juliet.
Ha anche intrapreso un'attività di autore di fumetti, e tra le serie da lui disegnate vi sono Car Bombs (per il web), Muff Dyver and the Sexy Golphers From Hell, The Atomic Punk e Darwin's.